# Tropadyne
Das Tropadyne-Prinzip bezeichnet eine Schaltungsvariante des Superheterodyn-Verfahrens für den Rundfunkempfang.
In den Kindertagen des Rundfunks und in der Frühzeit der Rundfunktechnik (also zwischen 1923 und etwa 1930) wurden mehrere Schaltungsprinzipien und Ausführungsvarianten mit Namen auf -dyne bezeichnet.
Beim Tropadyne-Prinzip erfolgt die Mischung in einer Elektronenröhre als sogenannte selbstschwingende Mischstufe. Die Gittervorspannung dieser Röhre wird analog zum Audion durch die Gleichrichtung der Oszillatorfrequenz am Gitterstromeinsatzpunkt erzeugt. Zur Verminderung der Störstrahlung wird der Antenneneingang über eine Brückenschaltung an den Oszillator-Schwingkreis gekoppelt. 

## Ziel des Tropadyne-Prinzips
Das Tropadyne-Prinzip entspricht dem Ziel, einen Überlagerungsempfänger (Superheterodyn-Empfänger, kurz Super) mit möglichst wenigen Röhren aufzubauen. Dabei stand es im Wettbewerb mit dem Rückkopplungsaudion. 
Beim Rückkopplungsaudion genügen zwei Röhren für die notwendige Verstärkung. Bei einer Reihe von Empfängern mit Trioden wurde allerdings die Verstärkung zusätzlich durch einen Koppeltransformator um den Faktor vier erhöht. 
Das Rückkopplungsaudion ist mit dem Risiko verbunden, dass auf Grund von (bewusster) Fehlbedienung (sogenanntes Einpfeifen) Störstrahlung abgegeben wird. Die kurz vor dem Schwingungseinsatz betriebene Rückkopplung führt aber auch zu einer Trennschärfe, die mit der von Überlagerungsempfängern durchaus verglichen werden kann. Die in sogenannten Mehrkreisempfängern vorhandenen weiteren Schwingkreise dienen nicht so sehr der Trennschärfe, sondern der Kreuzmodulationsfestigkeit. Beim Überlagerungsempfänger tragen alle Zwischenfrequenz-Schwingkreise (Filter) in annähernd gleichem Maße zur Trennschärfe bei. Die Trennschärfe des Audions mit Rückkopplung wird deshalb beim Überlagerungsempfänger (Super) nur mit höherem Aufwand an Röhren erreicht (bei dem damals üblichen Konzept mit einer Verstärkerstufe pro Filter). 
Das Prinzip Audion mit Rückkopplung bestimmte die Herstellung der Volksempfänger bzw. Einkreisempfänger. Der Überlagerungsempfänger setzte sich als „Super“ (Heimsuper, Koffersuper, Großsuper) erst mit der Rationalisierung der Röhrenfertigung allgemein durch. Damit bestand aber auch am Tropadyne-Prinzip kein Interesse mehr. 
Ein Fachwörterbuch aus dem Jahr 1957 erwähnt den Begriff Tropadyne nicht mehr.